# Osud
Osud ist eine Oper in drei Akten von Leoš Janáček, nach einem selbst geschriebenen Libretto unterstützt von Fedora Bartošová. Janáček begann die Arbeit 1903 und beendete diese im Jahre 1907. Die Uraufführung des Werkes war erst 30 Jahre nach seinem Tod, am 25. Oktober 1958 in Brünn als Teil des Janáček-Festivals anlässlich seines 30. Todestages. Die deutsche Erstaufführung war am 26. Oktober 1958 in Stuttgart.

## Entstehung
Nach dem Tod seiner 20-jährigen Tochter Olga im Sommer 1903 begab sich Janáček in den mährischen Badeort Luhačovice um neue Kraft zu tanken. Dort lernte er Kamila Urválková, kennen, die, als sie erfuhr, dass Janáček Komponist war, sich sehr bemühte, Kontakt mit ihm zu finden. Dort klagte sie ihm ihr Leid, dass sie einst mit dem Komponisten Ludvík Čelanský ein sehr inniges Liebesverhältnis hatte. Da ein Komponist aber ein unregelmäßiges Einkommen hatte, drängte ihre Mutter sie, einen Förster zu heiraten. Als eine brave Bürgerstochter des „Fin de Siècle“ gehorchte sie, und als Dank verfasste Čelanský sein Opernwerk Kamila, in dem sie sich fälschlich dargestellt fühlte. Sie überzeugte Janáček ebenso eine Oper über sie zu schreiben, bei der sie besser dargestellt werde.
Janáček verewigte sie in seiner Oper Osud in der Figur der Mila. Da sie aber nach dem Badeaufenthalt den Briefverkehr mit Janáček auf Druck ihres Gatten sehr schnell wieder beendete, ließ Janáček sie bereits im zweiten Akt verschwinden. In der Figur des Komponisten Živný porträtiert sich Janáček selbst. Nach der glücklosen Uraufführung seiner Jenůfa in Brünn im Januar 1904 befand Janáček sich in einer Lebenskrise, die er auf Živný übertrug. Wie Janáček seine Erstfassung der Jenůfa überarbeitete, so schreibt auch Živný an seinem Werk, welches schließlich im dritten Akt zur Aufführung kommen kann. Die Oper ist fertig, bis auf den letzten Akt. Und so unfertig wie dieses Werk ist, so will er es schließlich als Fragment auf die Bühne bringen. „Der letzte Akt, der ist in Gottes Hand, und wird dort bleiben,“ so endet schließlich Osud.
Bereits 1907 zeigte Brünn Interesse, das Werk aufzuführen. Da sich Janáček Hoffnungen machte, das Werk in Prag aufführen lassen zu können, vernachlässigte er die Brünner Pläne. Doch die Prager Aufführung kam nicht zustande, da es als zu komplex und als unaufführbar galt. So verschwand das Werk zu Lebzeiten Janáčeks in der Schublade. Erst 1934 wurde die Musik posthum im Brünner Radio aufgeführt.

## Handlung

### Erster Akt
In Bad Luhačovice, Mähren
Die Kurgäste begrüßen den neuen Morgen. Die Herren Dr. Suda, Lhotský und Konečný machen einer neu angekommenen jungen eleganten Dame den Hof. Doch die roten Rosen, die sie bekommt, vergisst sie sehr bald wieder, als sie unter den Kurgästen den Komponisten Živný entdeckt. Die drei Herren ziehen sich zurück. Geschickt schafft es Mila, dass sie „zufällig“ mit Živný zusammentrifft, mit dem sie ein Verhältnis hatte, welches auf den Unwillen der Mutter traf, da der Bohémien nicht für eine gut bürgerliche Tochter sorgen könne. Allerdings blieb diese Liaison nicht ohne Folgen. Sie gebar heimlich einen Sohn, von dem weder er noch ihre Mutter etwas wissen. Bei dem Treffen kommen beiderseits die alten Gefühle wieder hoch, und sie ziehen sich zurück.
Die Lehrerin Fräulein Stuhla versucht mit anderen Lehrerinnen einigen Studenten ein Lied einzustudieren, was unter den Studenten zu großen Belustigung führt. Dr. Suda kommt und nimmt die Studenten und andere lärmende Kurgäste zu einem Ausflug mit. Milas Mutter folgt ihnen, in der Hoffnung, ihre Tochter zu finden.
Mila und Živný haben einen zweisamen Ausflug unternommen. Sie schwelgen in Erinnerungen, dabei offenbart Mila schließlich, dass sie einen gemeinsamen Sohn haben.
Schließlich ist es Abend geworden. Die Ausflugsgäste sind zurückgekehrt. Mila versucht sich den neugierigen Blicken der Gäste zu entziehen. Živný hingegen fordert sie auf, sich öffentlich zu ihm, seiner Liebe und ihrem Kind zu bekennen. Sie tut es, und beide gehen weg. Milas Mutter sucht immer noch ihre Tochter. Von den Gästen erfährt sie, dass Mila mit Živný weggegangen ist, „mit ihrem Unglück“, wie sie hervorstößt.

### Zweiter Akt
Vier Jahre später – in einer kleinen Wohnung
Mila und Živný haben geheiratet. Neben ihrem Sohn Doubek wohnt auch ihre Mutter bei ihnen, die immer gegen die Ehe gewesen war und durch diese Tat der Tochter irr geworden ist. Doch die Kreativität ist dem Komponisten abhandengekommen. Der letzte Akt seiner Oper will ihm nicht gelingen. In diesem letzten Akt soll die weibliche Hauptfigur, die nach Milas Vorbild geschaffen wurde, rehabilitiert werden. Aufgrund ihrer erzwungenen Trennung und des Gerüchts, Mila habe sich auf einen anderen Mann eingelassen, hatte Živný Mila im ersten Akt als Hure porträtiert. Er vernichtet einige Szenen dieser Partitur. Da stürzt Doubek ins Zimmer und fragt die Mutter: „Mama, weißt du, was Liebe ist?“
Milas Mutter erscheint mit einer Schatulle mit ihren Wertgegenständen. Sie wirft Živný an den Kopf, dass er zwar ihre Tochter sich genommen habe, aber an ihr Vermögen komme der Erbschleicher nicht. Dann tritt sie auf den Balkon und stürzt sich von ihm. Mila, die sie noch zurückhalten will, stürzt mit hinunter. Živný und Doubek sind geschockt und bleiben lange reglos stehen.

### Dritter Akt
Weitere elf Jahre später – Theater
Am Abend soll die Uraufführung von Živnýs Oper sein. Unter der Leitung von Živnýs Assistenten Verva haben Studenten Teile der Oper einstudiert. Als die Partitur nach einer Gewitterszene abbricht, ist die Verwunderung unter den Studenten groß. Součková stiftet ihre Kommilitonen an, unter großen Lärm selbst ein Gewitter zu entfalten. Da offenbart Verva den Studenten: „Die Oper ist fertig – ohne den letzten Akt, dieser bleibe in Gottes Hand“. Verva will auch erfahren haben, um den im Stück handelnden Komponisten Lenský handelt es sich in Wirklichkeit um Živný selbst. Er zitiert eine entzückende Kinderszene aus dieser Oper: „Mami – weißt du was Liebe ist?“ Doubek, der unter den Studenten ist, bricht bei dieser Erinnerung weinend zusammen.
Da tritt Živný ein. Die Studentin Kosinska bittet den Komponisten, Auskunft über die Hauptfigur der Oper zu geben. Živný beginnt einen sonderbaren Vortrag. Er schafft es nicht, die Trennung von Fiktion und Vergangenheit glaubhaft darzustellen und aufrechtzuerhalten. Immer mehr holen ihn Erinnerungen und auch Schuldgefühle ein, bis er schließlich Mila wieder vor sich sieht und zusammenbricht. Er summt den Fetzen einer Melodie – „vielleicht die Musik aus dem letzten Akt“, vermutet Verva. Er wird aber von Živný zurechtgewiesen: „Aus dem letzten Akt?! – Der ist in Gottes Händen und wird dort bleiben.“

## Musik
Walzerklänge, mährische Volksweisen, Chorszenen bis hin zum kammermusikalischen Klängen verwendet Janáček in diesem Werk. Der Dirigent Sylvain Cambreling bezeichnet den ersten Akt als „Operettenstil a la Janáček“. Bezeichnend für Janáček ist der rezitative Sprechgesang, welcher die Oper beherrscht mit teilweise ariosen Stellen. Die Musik und der rhythmische Sprechgesang mit dem tschechischen Idiom erinnert an manchen Stellen stark an seine Oper Jenůfa, die vor Osud entstand und nach dessen Fertigstellung überarbeitet wurde. Jedoch kommt es oft am Höhepunkt der ariosen Stellen zu einem abrupten Abbruch der Melodienfolge und die Komposition fällt anstatt des erwarteten „ausufernden Verismus“ ins Kammermusikalische. Dies lässt das Werk teilweise wie ein Fragment erscheinen.

## Aufnahmen
- Supraphon (1975/76): Vilém Přibyl (Živný), Magdaléna Hajóssyová (Míla Válková), Josef Škrobánek (Doubek), Vladimír Krejčík (Dr. Suda), Richard Novák (Lhotský), Orchester und Chor der Janáček-Oper Brno unter František Jílek
- Chandos (1989): Philip Langridge (Živný), Helen Field (Míla Válková), Samuel Linay (Doubek), Stuart Kale (Dr. Suda), Barry Mora (Lhotský), Orchester und Chor der Welsh National Opera unter Charles Mackerras (in englischer Sprache)
- Orfeo (1995): Peter Straka (Živný), Lívia Ághová (Míla Válková), Knabensolist (Doubek), Štefan Margita (Dr. Suda), Peter Mikuláš (Lhotský), Tschechische Philharmonie und Prager Kammerchor unter Gerd Albrecht (Live-Aufnahme)